# Agabio de Novara
Agabio de Novara (s. IV-Novara, 10 de septiembre de 440) llamado también Agapio o Agapito, fue un religioso lombardo, segundo obispo de Novara entre el 417 y el 440. Es considerado santo por la Iglesia católica y es venerado el 10 de septiembre.

## Hagiografía
Agabio habría sido discípulo del obispo Gaudencio de Novara, primer prelado de la diócesis de Novara. Agabio habría sido elegido por el mismo Gaudencio para sucederlo.
Fue elegido en el 417 a la muerte de Gaudencio, ocupando el cargo por 30 años, hasta su muerte en Novara, el 10 de septiembre de 440.

## Culto
Es venerado el 10 de septiembre. Sus restos reposan actualmente en la Basílica de San Gaudencio, en Novara, Italia.
De manera inusual se le representa con una hostia y un cáliz (como símbolo de la eucaristía), además de los clásicos hábitos episcopales como la mitra y el báculo.